# Lepiota subincarnata
Lepiota subincarnata är en svampart som beskrevs av J.E. Lange 1940. Lepiota subincarnata ingår i släktet Lepiota och familjen Agaricaceae.  Arten är reproducerande i Sverige. Inga underarter finns listade i Catalogue of Life.